# Jean V. de Parthenay
Jean V. de Parthenay-L’Archevêque, auch Larcevesque, Seigneur de Soubise (* postum 1512; † 1. September 1566 auf Schloss Le Parc Soubise in Mouchamps in der Vendée), war ein französischer protestantischer Adliger, Militär und Diplomat aus einem jüngeren Zweig der Familie de Parthenay-l’Archevêque.
Sein Leben ist im Detail durch die Memoiren bekannt, die der Mathematiker François Viète, sein Anwalt und Sekretär zwischen 1564 und 1566, zusammengestellt hat.

## Leben
Jean V. de Parthenay war der einzige Sohn von Jean IV. de Parthenay, Seigneur de Soubise, und der Humanistin Michelle du Fresne, dite de Saubonne. Als sein Vater starb, war seine Mutter mit ihm schwanger. Sie gehörte zum Gefolge der Königin Anne de Bretagne, die sie kurz vor ihrem Tod (9. Januar 1514) zur Hofdame ihrer Tochter Renée de France (* 1510) machte. Als König Ludwig XII. starb und seine Witwe Luise von Savoyen damit begann, zugunsten ihren eigenen Tochter Margarete gegen ihre Stieftochter Renée und deren Umgebung zu intrigieren, zog sich Michelle de Saubonne Mitte 1515 vom Hof auf ihr Schloss Le Parc-Soubise zurück. Dort ließ sie ihre Kinder humanistisch erziehen, so dass Jean später als einer der gebildetsten jungen Männer seiner Zeit galt.
Als Renée de France im Juni 1528 Ercole II. d’Este heiratete, kehrte Michelle de Saubonne an den französischen Hof zurück, begleitete im September die Prinzessin nach Ferrara, und nahm Jean und zwei seiner Schwestern mit. Die Familie blieb knapp acht Jahre in Italien und kehrte im März 1536 nach Frankreich zurück, als alle Franzosen am Hof Ercoles II. aus Ferrara vertrieben wurden. Der Seigneur de Soubise war jetzt wohl 23 Jahre alt.
Jean V. de Parthenay kehrte nach Paris zurück, wo er einer der Favoriten der Söhne Franz’ I., François († 10. August 1536, Herzog von Bretagne), Henri (1547 als Heinrich II. König von Frankreich) und Charles († 1545, Herzog von Orléans) wurde. Er stand aber auch im Militärdienst des Königs, sein erster Einsatz war im Dritten Italienischen Kriegs Karls V. gegen Franz I., der im Juni 1538 mit dem Friedensvertrag von Nizza endete, für Soubise jedoch eine einjährige Gefangenschaft in Lille zur Folge hatte.
Als König Franz I. die Hochzeit seines Sohnes Charles mit einer Nichte des Kaisers Karl V. plante (deren Mitgift das Herzogtum Mailand sein sollte), wurde Soubise mit den Verhandlungen dazu nach Italien gesandt. Die Ehe kam nicht zustande, weil Charles am 9. September 1545 im Alter von 23 Jahren starb.
Im Krieg zwischen Heinrich II. und Karl V., der vor allem in Flandern, Lothringen und Italien geführt wurde, wurde Jean de Parthenay vom französischen König an allen drei Schauplätzen eingesetzt. Während der Voyage d’Allemagne wurde er im September 1552 nach Nancy geschickt, um mit dem Grafen von Vaudémont, dem Regenten Lothringens für den minderjährigen Herzog, Verhandlungen zu führen. Dieser setzte jedoch darauf, dass Karl V. die Neutralität Lothringens respektieren werde, und lehnte das Angebot des französischen Königs ab, ihn militärisch zu unterstützen. Von Oktober 1552 bis in die ersten Januartage 1553 nahm Jean de Parthenay an der Verteidigung von Metz teil, der erfolglosen Reaktion des Kaisers auf Heinrichs Überfall.
Kurz nach seiner Hochzeit (1553, siehe unten) erhielt er den Befehl, sich in der Picardie an der Verteidigung von Thérouanne und Hesdin zu beteiligen, die beide wenig später zerstört wurden. Im folgenden Jahr, 1554, nahm er an der Erstürmung Denains teil. Ab Ende 1554 war er für acht oder neun Monate in Parma und trug dazu bei, den Herzog Ottavio Farnese, Schwiegersohn des Kaisers und mit diesem zerstritten, in einer wohlwollenden Neutralität gegenüber den Franzosen zu halten; gleichzeitig war er an der Kapitulation Monlucs beteiligt, der – aufgrund der Niederlage von Marciano am 2. August 1554 – am 21. April 1555 das seit Januar 1554 belagerte Siena ausliefern musste, was das Ende der Republik Siena bedeutete.
Gut zwei Jahre später findet man ihn bei der Niederlage von Saint-Quentin (10. August 1557) und wiederum einige Monate später bei der Eroberung von Calais (3. Januar 1558).
Nach dem Tod Heinrichs II. (10. Juli 1559) war Soubise auch ein Vertrauter der Königinmutter und Regentin Katharina von Medici, die ihn 1561 zum Ritter im Michaelsordens machte, um ihn an sich zu binden.
Als er jedoch nach dem Blutbad von Wassy (1. März 1562) zum Calvinismus konvertierte, wurde er während des Ersten Hugenottenkriegs (1562/63) zu einem der eifrigsten Unterstützer Condés und war bald einer der fähigsten Anführer der Hugenottenpartei.
Seine Regierung der protestantischen Stadt Lyon im Auftrag Condés (ab Juli 1562) verschonte die Katholiken vor den Grausamkeiten des Baron des Adrets, und bis zu seinem Tod 1566 trugen seine Bemühungen dazu bei, in der Stadt den Frieden zwischen den verfeindeten Fraktionen zu erhalten.
Nach der Ermordung wurde des Herzogs François de Guise (Februar 1563) wurde er – wohl zu Unrecht – beschuldigt, die Tat in Auftrag gegeben zu haben.

## Ehe und Familie
Jean V. de Parthenay heiratete 1553 Antoinette Bouchard d’Aubeterre, Tochter von François II. Bouchard, Baron d’Aubeterre, und Isabelle de Saint-Seine. Ihr einzige überlebendes Kind war Catherine de Parthenay (1553/54–1631), die letzte ihres Namens; sie heiratete in erster Ehe Charles de Quellenec, Baron du Pont, und in zweiter Ehe 1575 René II. de Rohan, dem sie das Land Soubise übertrug. Durch sie ist Jean V. de Parthenay einer der Vorfahren des Hauses Rohan.